# Шандор Шварц
Шандор Шварц (18. јануар 1909 — 1994) био је румунски фудбалер, који је за фудбалску репрезентацију Румуније учествовао на Светском првенству у фудбалу 1934. године.
Шварц се придружио Рипенсији из Темишвара 1930. и играо је за клуб до избијања Другог светског рата. Такође је одиграо 10 наступа за Румунију.

## Трофеји

### Рипенсија Темишвар
- Прва лига Румуније (4): 1932–33, 1934–35, 1935–36, 1937–38
- Куп Румуније (2): 1933–34, 1935–36